# The Herald and Weekly Times

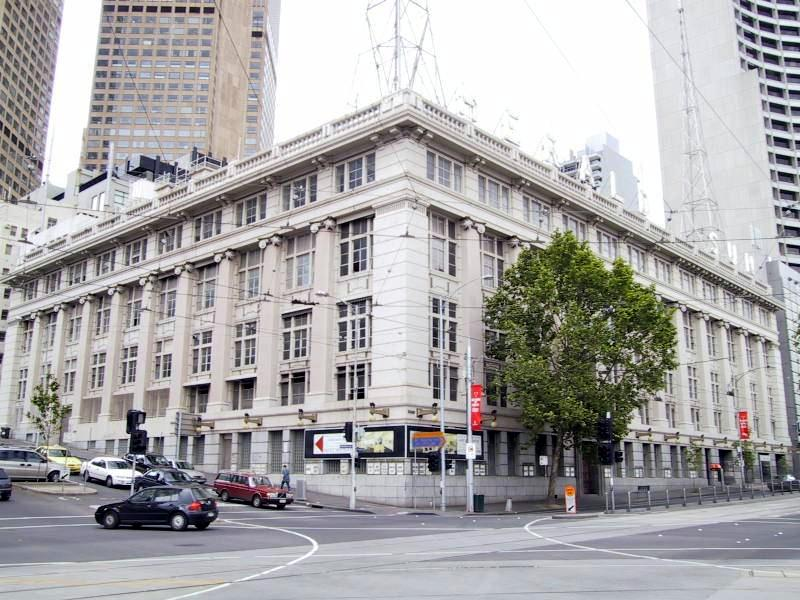
L'ancien bâtiment du Herald et du Weekly Times à Flinders Street, Melbourne

The Herald and Weekly Times Pty Ltd (HWT) est une société d'édition de journaux basée à Melbourne, en Australie. Elle appartient et est exploitée par News Pty Ltd, qui, sous le nom de News Ltd, a acheté le HWT en 1987,.

## Journaux
Les intérêts de HWT  dans le domaine de la presse remontent à 1840 et au lancement de The Port Phillip Herald. La société publie le tabloïd quotidien du matin Herald Sun, créé en 1990 à la suite de la fusion du tabloïd du matin de la société, The Sun News-Pictorial, avec son journal de l'après-midi, The Herald . The Herald avait 150 ans d'histoire et The Sun News-Pictorial 68 ans, à Melbourne. HWT avait acheté The Sun News-Pictorial en 1925.
HWT publie également The Weekly Times, destiné aux agriculteurs et aux entreprises rurales.
HWT a pris une participation majoritaire dans The Advertiser d'Adelaide en 1929. De 1929 à 1987, HWT a possédé et exploité la station de radio 3DB de Melbourne. En 1929, 3DB et 3UZ ont participé à des émissions de télévision expérimentales utilisant le système Radiovision. The Advertiser a pris une participation dans The News deux ans plus tard. The News a été vendu en 1949.
HWT a acheté The West Australian en 1969.
En 1986, Queensland Press était le principal actionnaire de HWT, qui était la cible d'un rachat par le magnat des médias Rupert Murdoch dans le cadre du grand chambardement des médias de 1986/87, qui a été rendu possible par le gouvernement fédéral australien du Premier ministre Bob Hawke pour ménager les principaux médias du pays et leurs propriétaires afin de favoriser ses chances de réélection aux élections fédérales australiennes de 1987. En fin de compte, certains actifs importants de HWT ont été divisés entre le rival de Murdoch, Robert Holmes à Court (en). Holmes a Court a accepté de renoncer à son offre de 1,4 milliard de dollars sur le Herald et le Weekly Times, basés à Melbourne, en échange du droit d'acheter les deux journaux de Perth, The West Australian et son homologue de l'après-midi, The Daily News, ainsi que la chaîne de télévision de Melbourne, Channel 7, HSV-7. Murdoch a à son tour acquis Queensland Press en janvier 1987 par l'intermédiaire de sa société familiale Cruden Investments pour 700 millions de dollars.